# Chiesa di Santo Stefano Protomartire (Cotignola)
La chiesa di Santo Stefano Protomartire è la parrocchiale di Barbiano, frazione di Cotignola in provincia di Ravenna. Appartiene alla diocesi di Imola e risale al XV secolo.

## Storia

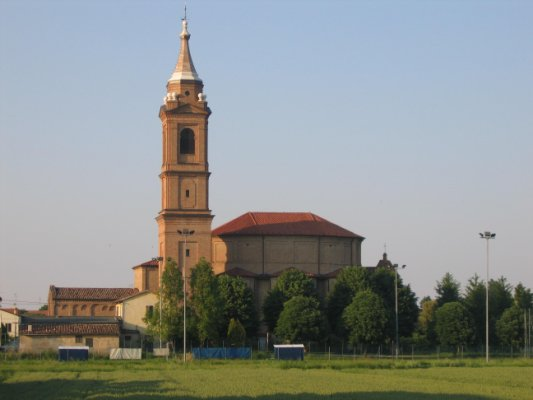
Complesso costituito dalla chiesa di Santo Stefano protomartire e dalla pieve di Santo Stefano visto lateralmente.

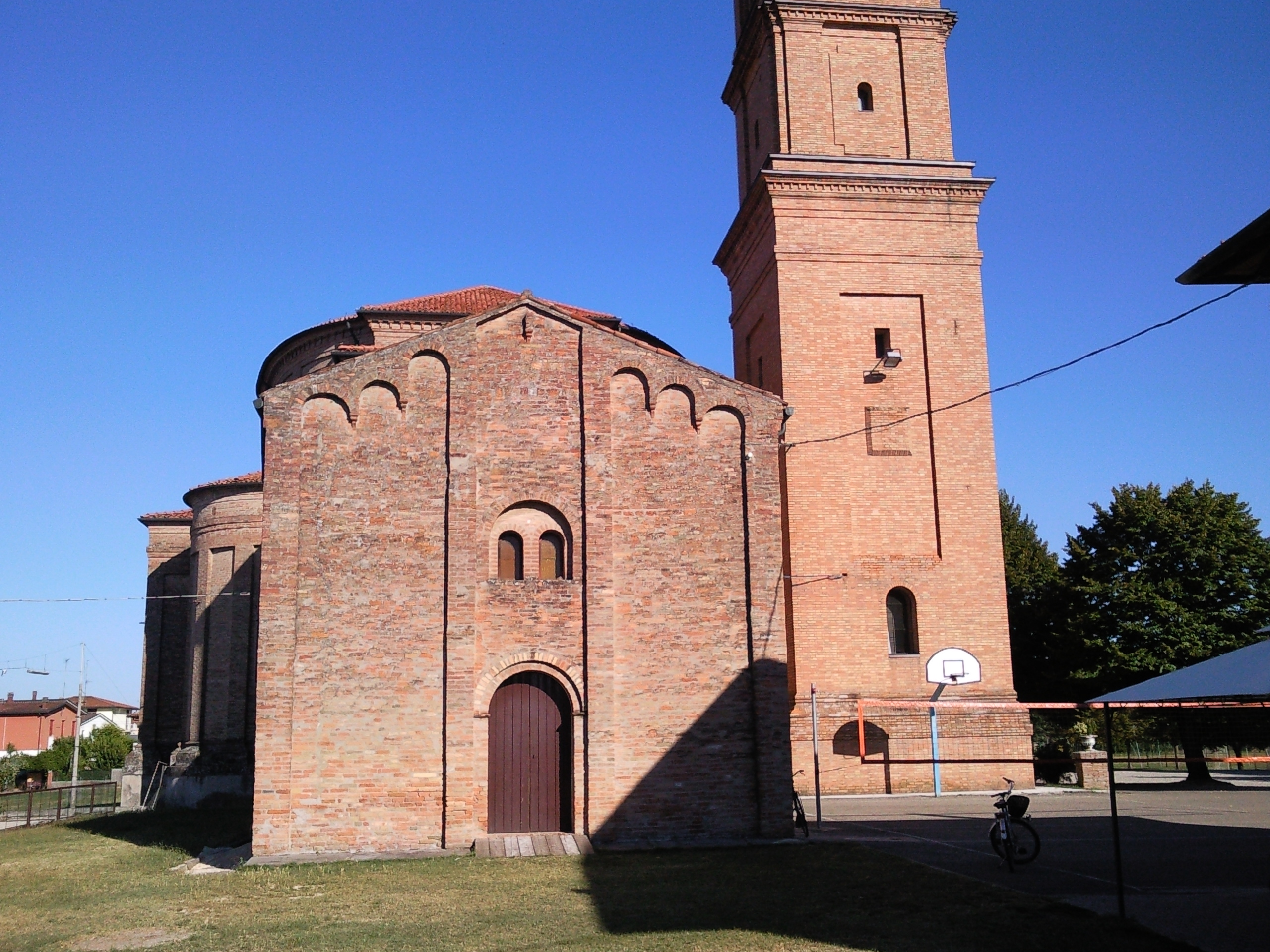
Facciata della pieve di Santo Stefano. La torre campanaria è condivisa con la chiesa parrocchiale.

Sul sito esisteva una precedente costruzione della quale sono scomparse le tracce. La primitiva parrocchiale di Barbiano venne edificata a partire dal XV secolo poi, attorno al 1710, fu oggetto di una completa ricostruzione. Sembra verosimile che il progetto precedente sia attribuibile a Giovan Battista Aleotti mentre l'edificio settecentesco è stato ideato da Cosimo Morelli.

## Descrizione

### Esterni
Il prospetto principale è in stile neoclassico e la pianta della sua struttura ricalca una forma ellittica. L'edificio è accostato all'antica pieve romanica Barbiano e in parte ne condivide gli ambienti. La torre campanaria, che subì danni durante il secondo conflitto mondiale, venne in seguito ricostruito in forme slanciate. La cella campanaria si apre con quattro finestre a monofora e la copertura è a piramide ottagonale con spioventi leggermente concavi. Ospita un concerto di sei campane di cui la grossa, la mezzana, la mezzanella e la piccola fuse da Daciano Colbachini e figli di Padova nel 1951; mentre la quarta e la sesta sono state aggiunte da Ettore Marchesin della fonderia De Poli di Vittorio Veneto (TV) nel 1961. Sono intonate in Fa3 maggiore e vengono azionate manualmente a slancio bolognese.

### Interni
Le decorazioni delle pareti interne sono di Alessandro della Nave e di Antonio Villa. Nella sala sono presenti cappelle e in quella di sinistra è posizionato l'altare dedicato alla Madre Incoronata. Un altro altare, dedicato a Cristo Redentore, venne inaugurato la notte di capodanno del 1900.